# Porchovskij rajon
Il Porchovskij rajon (in russo Порховский район?) è un rajon dell'Oblast' di Pskov, nella Russia europea. Istituito nel 1927, ha come capoluogo Porchov.